# Пеуша (Вилча)
Пеуша (рум. Păușa) — село у повіті Вилча в Румунії. Адміністративно підпорядковане місту Келіменешті.
Село розташоване на відстані 166 км на північний захід від Бухареста, 17 км на північ від Римніку-Вилчі, 111 км на північ від Крайови, 108 км на південний захід від Брашова.

## Населення
За даними перепису населення 2002 року у селі проживали 377 осіб, усі — румуни. Усі жителі села рідною мовою назвали румунську.